# Brent Jennings
 (juin 2019).
 (juin 2019).
Pour les articles homonymes, voir Jennings.
Brent Jennings (né le 13 avril 1951 à Little Rock, dans l'Arkansas) est un acteur américain.

## Filmographie partielle

### Cinéma
- 1980 : Brubaker de Stuart Rosenberg
- 1982 : Dément de Jack Sholder
- 1984 : New York, deux heures du matin d'Abel Ferrara
- 1985 : Witness de Peter Weir
- 1988 : L'Emprise des ténèbres
- 1988 : Kansas
- 1988 : Double Détente
- 1990 : 48 Heures de plus
- 1992 : Nervous Ticks
- 1992 : Explosion immédiate
- 1996 : Les Démons du maïs 4 : La Moisson
- 1997 : Little Boy Blue
- 1998 : Un privé à L.A. (Where's Marlowe?)
- 1999 : Perpète
- 1999 : Blue Ridge Fall
- 2004 : Gas
- 2007 : Honeydripper
- 2010 : My Girlfriend's Back
- 2011 : Le Stratège de Bennett Miller
- 2013 : Go for Sisters de John Sayles

### Télévision
- 2023 : How to Be a Bookie (série télévisée)